# 피츠버그
피츠버그(Pittsburgh)는 미국 펜실베이니아주 서부의 도시로, 주 내에서는 주 동부의 필라델피아에 이어 2번째로 큰 도시이다. 서남부의 앨러게니군의 군청 소재지이며, 인구는 306,211명(2012)이다. 앨러게니강과 모논가헬라강이 합류하여 오하이오강을 이루는 삼각지대에 자리하고 있다. 피츠버그 대학교와 카네기 멜런 대학교가 위치해 있다. 피츠버그는 제철(製鐵)도시로서, 18세기에 영국인이 본국의 수상 피트의 이름을 따서 포트피트라고 부른 것이 이 도시의 시초이다.
세계 최대 석탄 지대의 중심이며, 미국의 석탄과 철강의 주산지이다. 이 밖의 주요공업으로는 알루미늄 제품·전기기구·유리제품 등이 있다. 수운(水運)이 좋은데, 앨레게이니강이나 오하이오강을 비롯하여 많은 운하가 있고 5대호나 미시시피강을 이용하여 미국 각지와 연락한다. 또 학술의 중심이기도 하여, 피츠버그대학·카네기공과대학·멜런 재단 등이 유명하다.

## 주민
| 인구조사              | 인구    | Note  | %±     |
| --------------------- | ------- | ----- | ------ |
| 1800년                | 1,565   |       | —      |
| 1810년                | 4,768   |       | 204.7% |
| 1820년                | 7,248   |       | 52.0%  |
| 1830년                | 12,568  |       | 73.4%  |
| 1840년                | 21,115  |       | 68.0%  |
| 1850년                | 46,601  |       | 120.7% |
| 1860년                | 49,221  |       | 5.6%   |
| 1870년                | 86,076  |       | 74.9%  |
| 1880년                | 156,389 |       | 81.7%  |
| 1890년                | 238,617 |       | 52.6%  |
| 1900년                | 321,616 |       | 34.8%  |
| 1910년                | 533,905 |       | 66.0%  |
| 1920년                | 588,343 |       | 10.2%  |
| 1930년                | 669,817 |       | 13.8%  |
| 1940년                | 671,659 |       | 0.3%   |
| 1950년                | 676,806 |       | 0.8%   |
| 1960년                | 604,332 |       | −10.7% |
| 1970년                | 520,117 |       | −13.9% |
| 1980년                | 423,938 |       | −18.5% |
| 1990년                | 369,879 |       | −12.8% |
| 2000년                | 334,563 |       | −9.5%  |
| 2010년                | 305,704 |       | −8.6%  |
| 2019 (추산)           | 300,286 | [ 2 ] | −1.8%  |
| U.S. Decennial Census |         |       |        |

도시의 초기 역사에 피츠버그는 잉글랜드, 스코틀랜드, 북아일랜드에서 온 사람들을 끌어들였다. 1800년대 중반에는 독일과 아일랜드 인이 이주해 왔다. 1880년에는 동유럽, 남유럽과 중유럽에서 많은 이민들이 들어왔다. 오늘날, 폴리시 힐 같은 일부 구역 주민들은 아직도 강한 민족적 주체성을 가지고 있다.
1900년대 초반에 다수의 아프리카계 미국인들이 피츠버그로 이주하였다. 1930년대와 1940년에 피츠버그의 힐 구역은 미국에서 번영하는 아프리카계 미국인 공동체들 중의 하나였다. 오늘날 아프리카계 미국인은 피츠버그 인구의 약 4분의 1을 차지하며, 힐 구역을 비롯하여 도시를 둘러싸는 지역 및 펜 힐, 윌킨스버그와 먼로빌을 포함한 외곽에 살고 있다.

## 경제

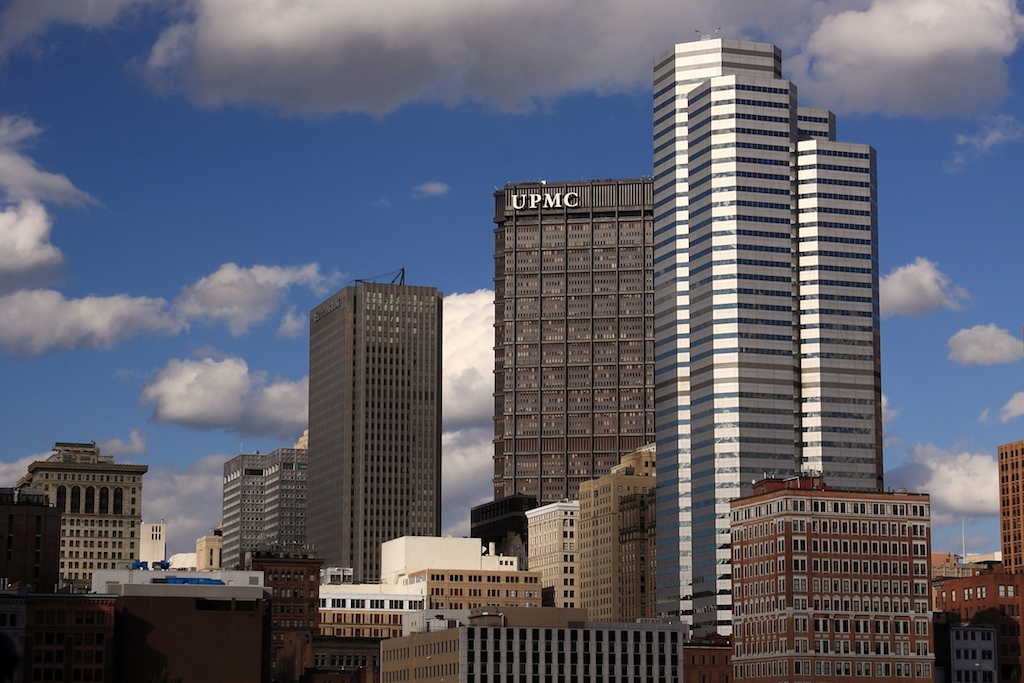
다운타운 피츠버그

피츠버그 지역의 경제는 1980년대에 큰 변화를 겪었다. 이전에는 중공업 - 현저히 철강 생산 -에 의지해 왔지만, 중공업이 쇠퇴하고 제철소와 다른 공장들이 폐업하자 실업자의 수가 증가하였다. 결국 다른 경제적 활동의 발전은 피츠버그의 경제적 조건을 향상시키는 데 도움을 주었다. 오늘날 보건업과 교육이 지역의 경제에 큰 공헌을 한다. 금융업, 연구와 개발, 관광업도 다수의 근로자들을 고용한다. 제조업은 아직도 지방 주민의 수만명을 고용하지만, 지배적인 분야는 아니다.

### 제조업
피츠버그의 제철소는 이전에는 다양한 종류의 철강제품을 생산했지만, 오늘날은 주로 연장과 자동차용 전문 철강 제품을 생산한다. 피츠버그의 공장에서는 유리 제품, 합금, 화학품과 기계류가 생산되기도 한다. 피츠버그의 가장 큰 사기업은 주요 알루미늄 생산회사 알코아, 최고 철강 제조업 U.S. 스틸 주식회사와 유리, 페인트와 화학품 제조업 PPG 인더스트리이다. 식품회사 H. J. 하인즈 컴퍼니도 피츠버그에 본사를 두고 있다.

### 서비스업
피츠버그 지역은 의료 및 보건분야의 주요 중심지이다. 피츠버그 대학교 부속 의료 센터 (UPMC)는 간, 신장, 심장과 폐에 전문적인 것으로 알려져 있다. 학문, 산업, 정부 연구의 연구소도 운영되고 있으며 그곳에서 일하는 공학자, 과학자, 기술자는 의학 기술, 컴퓨터 소프트웨어와 산업 기계 사용 같은 분야에 종사한다.

### 교통과 통신
피츠버그 국제 공항은 앨러게니 카운티의 남서부에 있다. 주요 철도와 주간 고속도로가 있으며, 다운타운과 남부 외곽은 전차-지하철로 연결된다. 도시로 원료를 나르고, 도시에서 생산품을 싣는 배는 강을 통해 움직인다.
피츠버그는 하나의 일간 신문 피츠버그 포스트-가제트가 있다. 그린스버그 근처에 있는 트리뷴-리뷰는 또한 피츠버그 판을 출간한다. KDKA는 1920년 방송을 시작할 때 미국에서 첫 상업적 라디오 방송국들 중의 하나가 되었다.

## 역사

### 초기 역사

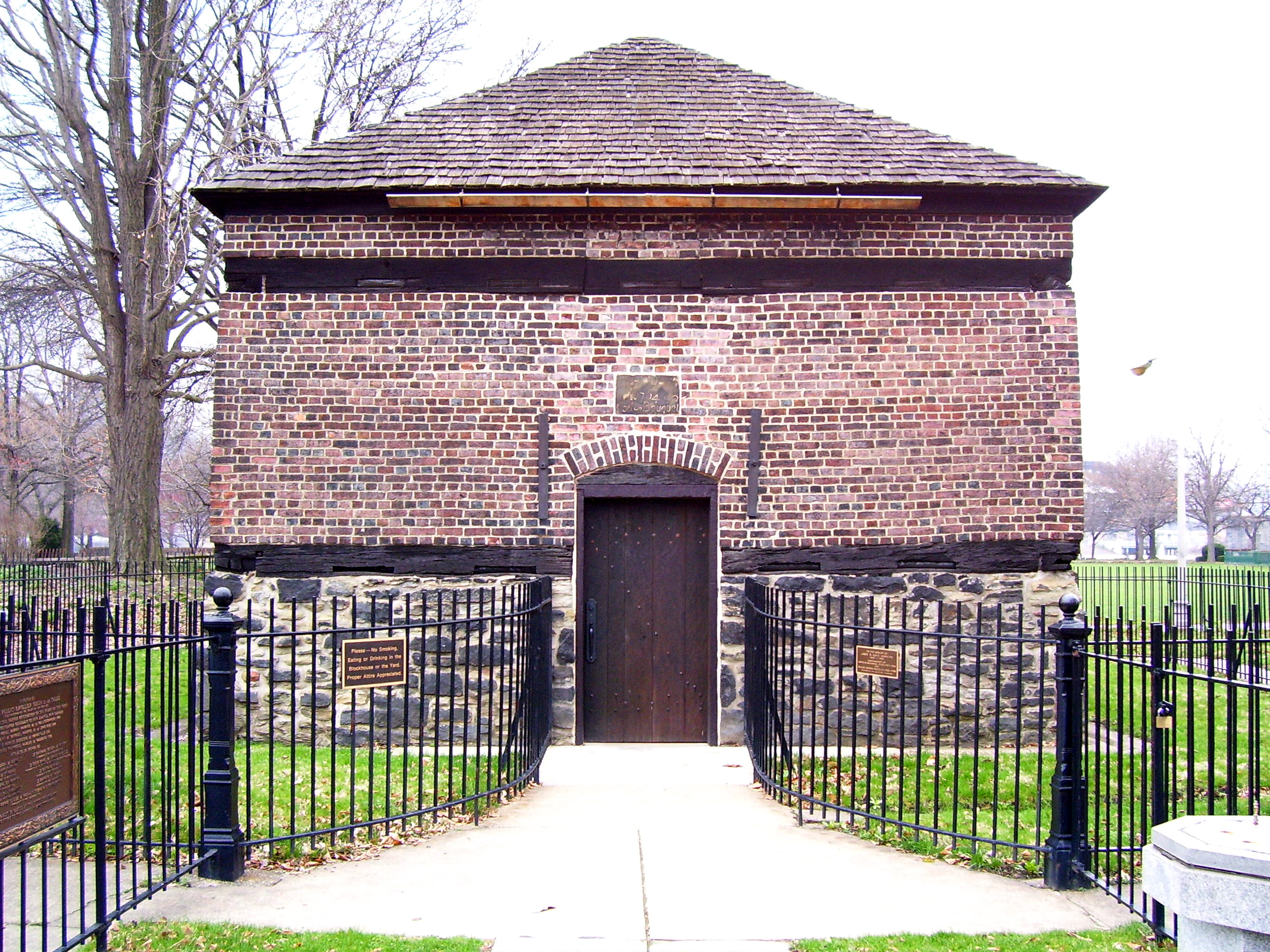
1764년으로 거슬러 와가는 피트 요새는 피츠버그에서 가장 오래된 건물이다.

현재 피츠버그 지역의 가장 초기의 거주자는 인디언이다. 1600년대에 뉴욕 서부의 이로쿼이 어족이 원래의 부족을 내쫓았다. 1740년대에 프랑스 군이 프랑스 국왕을 위하여 그 지역을 요구하였다. 많은 인디언은 프랑스와 캐나다 교역자와 교역하였다.
그러나 영국과 프랑스는 지방의 통치를 얻기 위해 싸웠으며, 이 경쟁으로 인해 프렌치 인디언 전쟁이 벌어졌다. 1754년 프랑스군은 앨러게니강과 모논가헬라강의 합류점에 듀크스너 요새를 지었다. 조지 워싱턴 당시 22세의 영국 버지니아 식민지군의 중령은 그 남쪽에 네서시티 요새를 지었다. 프랑스군은 네서시티 요새의 전투에서 워싱턴의 군대를 물리치고 워싱턴에게 요새를 내놓고 항복하라고 강요하였다. 프렌치 인디언 전쟁의 첫 교전 중 하나였다.
첫 패배에 불구하고 영국군은 1758년 승리하여 피츠버그 지역을 통치하게 되어 앨러게니강과 모논가헬라강이 만나는 곳 근처에 윌리엄 피트 수상의 이름을 따서 피트 요새를 지었다. 요새 주위에 정착민이 늘어나 결국 피츠버그가 되었다.
미국의 식민지군이 독립 전쟁에서 영국군에 승리를 거둔 후, 피츠버그는 서부로 향하는 개척자의 시발점이 되었다. 1788년 피츠버그는 앨러게니 카운티의 소재지가 되었고, 1794년에는 자치 도시로 합병되었다.

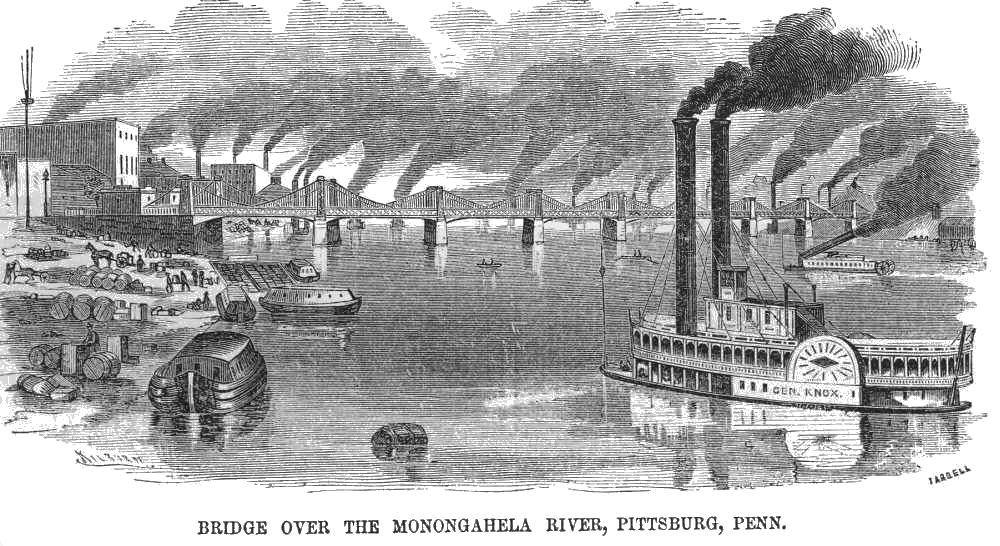
1857년 경의 모논가헬라 강의 모습

### 산업의 발달
서부 정착자들이 제조품을 필요로 한 덕에 피츠버그에서는 산업이 빠르게 성장하였다. 1816년 도시가 합병되었고 당시 인구는 대략 5,000명이었다. 석탄과 석유의 매장들이 1800년대 중반으로 피츠버그가 철강과 유리 공업의 중심지가 되는 도움을 주었다.
교통의 발달 또한 피츠버그에서 산업 번영에 도움을 주었다. 도시에서 만든 평저선, 하천의 화물선과 증기선은 1800년대 초반에 오하이오 강과 미시시피강으로 사람과 물건을 실어 날랐다. 피츠버그와 필라델피아를 잇는 펜실베이니아 운하 시스템이 그 주요 라인을 1834년에 개통하였다. 1851년에는 철도가 피츠버그에 들어갔고, 그 당시 도시에 46,000명의 주민이 거주하였다.

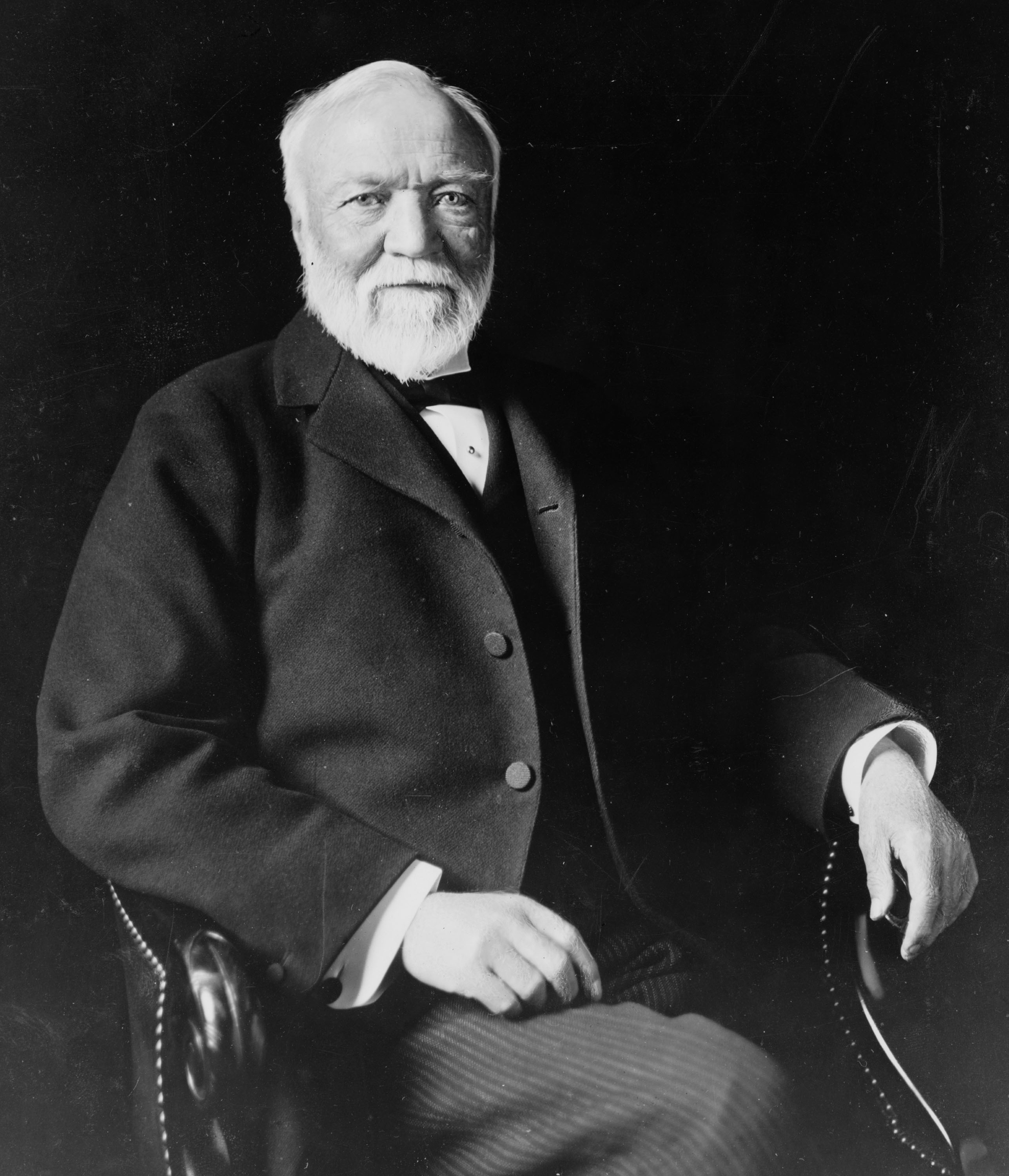
피츠버그에서 철강 산업을 시작한 앤드루 카네기

남북 전쟁은 무기와 군수품을 위한 큰 수요를 가져왔다. 피츠버그는 북군의 주요 공급지가 되었다. 1800년대에는 앤드루 카네기와 헨리 클레이 프릭이 도시에 산업적 제국을 세웠다. 피츠버그의 제철소는 다리, 공장과 철도에 철강을 공급하여 미국 산업 발전에 중요한 역할을 수행하였다.
산업의 번창에 따라 1800년대 후반 수천명의 근로자가 피츠버그에 왔는데 그중 많은 수는 남유럽과 중유럽에서 왔다. 1870년부터 1900년까지 도시의 인구는 세배 이상을 넘었으며, 86,076명에서 321,616명으로 뛰어올랐다. 1900년으로 봐서 세계의 유리와 철강의 절반이 피츠버그의 공장에서 왔다. 미국 철강 생산의 3분의 2가 피츠버그의 제철소에서 생산되었다.

### 1900년대 초기
1907년 앨러게니강의 북쪽 언덕에 있는 앨러게니시는 피츠버그시와 융합되었다. 더 많은 유럽 이민과 남부 출신 흑인의 입주는 1930년경 피츠버그 인구가 669,817명으로 증가하는 데 도움을 주었다. 1936년 세인트 패트릭의 날에 앨러게니강과 모논가헬라강이 골든 트라이앵글에 홍수를 일으켜 74명의 사망과 큰 손해를 입혔다.

### 제2차 세계 대전
1941년 12월에 미국이 제2차 세계 대전에 연합국으로서 참전하였다. 그때부터 1945년 9월에 연합국이 승리할 때까지 피츠버그 지역의 제철소와 공장에서는 전쟁 물자를 위하여 철강, 유리 등 생산품을 주로 생산하였다. 전쟁 중 피츠버그 지역 제철소는 독일과 일본을 합친 동맹국 생산량보다 더 많은 철강을 생산하였다.
또 그 동안 피츠버그가 다수의 공공 단일 주택을 짓는 미국 내 첫 도시들 중의 하나가 되었다. 도시가 전쟁관련 산업에 붐을 일으키면서 수천명의 사람이 그 직업을 구하러 피츠버그로 이주하였다. 이러한 이주로 주택이 부족해지자 지방과 연방 정부가 근로자를 위한 낮은 전세의 주택을 건설하기 시작했다.

### 도시 재개발
1946년 시장 데이비드 L. 로런스, 재정가 리처드 K. 멜런 등 도시 지도자는 도시 재개발 프로그램을 시작하였다. 시는 피츠버그의 오염된 공기와 물을 정화하기 위한 엄격한 연기 조절과 수자원 공해 조절 사업을 시작하였다. 1960년대에 정화 노력의 대부분이 완료되었다. 1950년대와 1960년대에는 많은 백인이 도시에 둘러싸인 외곽으로 이주하였다.
피츠버그 르네상스로 알려진 도시 재개발의 첫 단계는 1970년대 초반에 끝났는데 거기에는 주로 시내 및 힐 구역의 저지대에 있는 새로운 스포츠와 오락장을 포함하였다. 두 번째 르네상스는 1980년대에 시작되었으며, 집회 센터, 전차-지하철 시스템과 PPG 빌딩을 포함한 새로운 초고층 빌딩을 건설하였다.

### 최근의 발전
1980년과 1990년 사이에 큰 경제 문제로 인하여 피츠버그의 인구가 423,959명에서 369,879명으로 떨어졌다. 많은 젊은이가 일거리를 찾으러 다른 도시로 이주하였다. 1990년대 동안에 보건소와 다른 종업들이 가능해지면서 실업자 수가 줄었다.
1992년 피츠버그 국제 공항이 개장되어 교통의 중심지가 추가되었다. 이런 개발에 불구하고도 피츠버그의 인구는 1990년과 2000년 사이에 또 다시 334,563명으로 떨어졌다.

## 스포츠
메이저 리그 야구 팀 피츠버그 파이리츠, NFL 미식 축구 팀 피츠버그 스틸러스, NHL 아이스 하키 팀 피츠버그 펭귄스 등의 스포츠 팀이 있는데, 특히 피츠버그 파이리츠에는 강정호 선수가 활약했었다.

## 기후
| 피츠버그 (피츠버그 국제공항)의 기후                                                            | 피츠버그 (피츠버그 국제공항)의 기후 | 피츠버그 (피츠버그 국제공항)의 기후 | 피츠버그 (피츠버그 국제공항)의 기후 | 피츠버그 (피츠버그 국제공항)의 기후 | 피츠버그 (피츠버그 국제공항)의 기후 | 피츠버그 (피츠버그 국제공항)의 기후 | 피츠버그 (피츠버그 국제공항)의 기후 | 피츠버그 (피츠버그 국제공항)의 기후 | 피츠버그 (피츠버그 국제공항)의 기후 | 피츠버그 (피츠버그 국제공항)의 기후 | 피츠버그 (피츠버그 국제공항)의 기후 | 피츠버그 (피츠버그 국제공항)의 기후 | 피츠버그 (피츠버그 국제공항)의 기후 |
| 월                                                                                             | 1월                                 | 2월                                 | 3월                                 | 4월                                 | 5월                                 | 6월                                 | 7월                                 | 8월                                 | 9월                                 | 10월                                | 11월                                | 12월                                | 연간                                |
| ---------------------------------------------------------------------------------------------- | ----------------------------------- | ----------------------------------- | ----------------------------------- | ----------------------------------- | ----------------------------------- | ----------------------------------- | ----------------------------------- | ----------------------------------- | ----------------------------------- | ----------------------------------- | ----------------------------------- | ----------------------------------- | ----------------------------------- |
| 역대 최고 기온 °C (°F)                                                                         | 24 (75)                             | 26 (78)                             | 29 (84)                             | 32 (90)                             | 35 (95)                             | 37 (98)                             | 39 (103)                            | 39 (103)                            | 39 (102)                            | 33 (91)                             | 28 (82)                             | 23 (74)                             | 39 (103)                            |
| 일평균 최고 기온 °C (°F)                                                                       | 2.4 (36.3)                          | 4.2 (39.6)                          | 9.5 (49.1)                          | 16.9 (62.4)                         | 22.2 (71.9)                         | 26.3 (79.4)                         | 28.3 (82.9)                         | 27.6 (81.7)                         | 23.9 (75.1)                         | 17.3 (63.1)                         | 10.5 (50.9)                         | 4.8 (40.6)                          | 16.2 (61.1)                         |
| 일일 평균 기온 °C (°F)                                                                         | −1.8 (28.8)                         | −0.3 (31.4)                         | 4.3 (39.7)                          | 10.8 (51.5)                         | 16.2 (61.2)                         | 20.8 (69.4)                         | 22.9 (73.2)                         | 22.1 (71.8)                         | 18.3 (64.9)                         | 11.9 (53.4)                         | 5.9 (42.6)                          | 0.9 (33.7)                          | 11.0 (51.8)                         |
| 일평균 최저 기온 °C (°F)                                                                       | −5.9 (21.4)                         | −4.9 (23.2)                         | −0.9 (30.3)                         | 4.8 (40.7)                          | 10.3 (50.6)                         | 15.2 (59.3)                         | 17.4 (63.4)                         | 16.7 (62.0)                         | 12.7 (54.8)                         | 6.5 (43.7)                          | 1.3 (34.3)                          | −2.9 (26.7)                         | 5.8 (42.5)                          |
| 역대 최저 기온 °C (°F)                                                                         | −30 (−22)                           | −29 (−20)                           | −21 (−5)                            | −12 (11)                            | −3 (26)                             | 1 (34)                              | 6 (42)                              | 4 (39)                              | −1 (31)                             | −9 (16)                             | −18 (−1)                            | −24 (−12)                           | −30 (−22)                           |
| 평균 강수량 mm (인치)                                                                          | 75 (2.96)                           | 67 (2.62)                           | 80 (3.15)                           | 84 (3.32)                           | 97 (3.83)                           | 105 (4.12)                          | 108 (4.26)                          | 89 (3.52)                           | 84 (3.30)                           | 72 (2.83)                           | 73 (2.86)                           | 72 (2.84)                           | 1,006 (39.61)                       |
| 평균 강설량 cm (인치)                                                                          | 34 (13.3)                           | 30 (11.7)                           | 19 (7.6)                            | 2.5 (1.0)                           | 0.0 (0.0)                           | 0.0 (0.0)                           | 0.0 (0.0)                           | 0.0 (0.0)                           | 0.0 (0.0)                           | 1.0 (0.4)                           | 6.1 (2.4)                           | 20 (7.7)                            | 112 (44.1)                          |
| 평균 강수일수 (≥ 0.01 인치)                                                                    | 16.8                                | 13.9                                | 14.0                                | 13.9                                | 13.5                                | 12.4                                | 11.2                                | 10.5                                | 9.8                                 | 11.1                                | 12.0                                | 14.6                                | 153.7                               |
| 평균 강설일수 (≥ 0.1 인치)                                                                     | 12.2                                | 9.3                                 | 5.9                                 | 1.6                                 | 0.0                                 | 0.0                                 | 0.0                                 | 0.0                                 | 0.0                                 | 0.3                                 | 3.3                                 | 7.6                                 | 40.2                                |
| 평균 상대 습도 (%)                                                                             | 69.9                                | 67.3                                | 64.1                                | 59.8                                | 63.4                                | 66.2                                | 68.8                                | 71.2                                | 72.0                                | 68.3                                | 70.2                                | 71.9                                | 67.8                                |
| 평균 월간 일조시간                                                                             | 93.9                                | 108.5                               | 155.4                               | 182.8                               | 217.4                               | 242.2                               | 254.9                               | 228.4                               | 196.7                               | 167.3                               | 99.4                                | 74.4                                | 2,021.3                             |
| 가능 일조율                                                                                    | 31                                  | 36                                  | 42                                  | 46                                  | 49                                  | 54                                  | 56                                  | 54                                  | 53                                  | 48                                  | 33                                  | 26                                  | 45                                  |
| 출처: 미국 해양대기청 (평년값: 1991년~2020년, 극값: 1874년~현재, 상대습도/일조: 1961년~1990년) |                                     |                                     |                                     |                                     |                                     |                                     |                                     |                                     |                                     |                                     |                                     |                                     |                                     |

## 한인 사회
다른 미국의 도시와 마찬가지로, 피츠버그에도 한인 커뮤니티가 형성되어 있다.

#### 지역 단체
- 피츠버그 한인회 산하 학생회[깨진 링크(과거 내용 찾기)]
- CMU 한인 대학원 학생회

- KSAP 피츠버그 한인 학생회
- KSAP Pittsburgh guide wiki

- 피츠버그 한인 장로교회
- 피츠버그 한인 연합 장로교회
- 피츠버그 한인 중앙교회
- 피츠버그 한인성당
- 피츠버그 한인 연합감리교회 보관됨 2013-10-25 - 웨이백 머신
- 피츠버그 성산교회
- 하나님의 성회 피츠버그 한인교회

- KCCP 나눔그룹 (중고거래 및 물품나눔)

#### 한인 지역 지도
- 한인 관련 상점 지도 - by KSAP admin